# 马林费尔斯
马林费尔斯是德国莱茵兰-普法尔茨州的一个市镇。总面积3.84平方公里，总人口307人，其中男性153人，女性154人（2011年12月31日），人口密度80人/平方公里。